# 吉井澄雄
吉井 澄雄（よしい すみお、1933年（昭和8年）1月24日 - 2025年7月2日）は、日本の舞台照明家。照明技術者。劇場コンサルタント。

## 経歴
東京府出身。東京都立石神井高等学校在学中から演劇部で活動していた。その後、劇団方舟に参加し、初めて仕事として照明を手がけた。
1950年（昭和25年）遠山照明研究所に入り、遠山静雄に師事する。
東京学芸大学在学中の1953年（昭和28年）慶應義塾高等学校演劇部の浅利慶太、日下武史らと出会い、劇団四季を結成、照明を担当（大学は中退）。
1954年（昭和29年）東京芝・中労委会館での劇団四季旗揚げ公演、ジャン・アヌイ作『アルデール又はせむしの聖女』ではじめて照明を担当。以来、演劇、オペラ、ミュージカル、舞踊の照明プランナーとして、日本の第一人者として活躍。
1955年（昭和30年）株式会社ラジオ東京（現：東京放送）に入社。テレビジョン技術部勤務。以後6年勤務する（……テレビの照明をしていていちばん学んだことは、人間の顔の表情に与える光の効果ということだという）。
1961年（昭和36年）浅利の日生劇場取締役就任とともに日生劇場に入社、技術部長となる。1963年（昭和38年）日生劇場のこけら落としとして招かれたベルリン・ドイツ・オペラの照明を経験。1964年（昭和39年）から日生劇場と二期会を中心に、モーツァルトとワーグナーのほとんど全作品を手掛け、日本におけるオペラ照明の技法を確立した。日生劇場においては、その後制作部長、ビデオ事業部長を歴任。日本科学技術振興財団テレビ事業本部（現：テレビ東京）演出部長。
1970年（昭和45年）金森馨、小谷喬之助、鈴木敬介、三谷礼二、若杉弘等とともに第二国立劇場についての私的な研究会「劇場会議」を結成。
1973年（昭和48年）文化庁派遣在外研修員として西ドイツ、英国へ留学。1974年（昭和49年）に帰国後フリーとなる。1997年（平成9年）の新国立劇場他多くの劇場の建設にかかわり、劇場設備全般の計画、設計に関与する。浅利慶太、市川猿之助、蜷川幸雄、鈴木敬介、石井ふく子他、日本を代表する多くの演出家による作品がある。昭和音楽大学オペラ情報センターのオペラ公演に限定しても、200余本以上の作品の記録がある。
1985年（昭和60年）ミラノ・スカラ座でプッチーニ『蝶々夫人』、パリ・オペラ座でマスネ『サンドリョン』、ミュンヘン・バイエルン国立歌劇場リヒャルト・シュトラウス『影のない女』で照明デザインをしたのをはじめとして、国際的にも活躍している。
公益社団法人日本照明家協会会長を経て、2020年（令和2年）に名誉会長。東京藝術大学演奏芸術センター客員教授も務めた。
2025年（令和7年）7月2日、老衰のため死去。没後に従五位に叙された。

## 賞詞・栄典
- 1975年（昭和50年）- テアトロ演劇賞[1]
- 1979年（昭和54年） - 芸術選奨文部大臣賞[1]
- 1986年（昭和61年） - 東京都民文化栄誉章[11]
- 1992年（平成4年）- ローレンス・オリヴィエ賞 「ライティングデザイナー・オブ・ザ・イヤー」にノミネート（『tango at The  End of Winter』による）[5]
- 1997年（平成9年） - 紫綬褒章[12][13]
- 2003年（平成15年） - 旭日小綬章[13]
- 2017年（平成29年） - 第24回読売演劇大賞芸術栄誉賞[12]
- 2025年（令和7年） - 従五位[10]

## 著書
- 照明家人生 劇団四季から世界へ 早川書房 2018/11/6 ISBN 978-4152098108